# 210-es busz (Budapest)
A budapesti 210-es jelzésű autóbusz a XIII. kerületi Gyöngyösi utca metróállomás és a XII. kerületi Svábhegy között közlekedik; hétvégente 210B jelzéssel a Normafa, látogatóközpontig meghosszabbítva jár. A viszonylatot a Budapesti Közlekedési Zrt. üzemelteti.

## Története
2023. május 2-án indult a Belváros és a Svábhegy kapcsolatának javítása érdekében.

## Útvonala
A Gyöngyösi utca és a Királyhágó utca között a 105-ös, utána a Svábhegyig a 212-es busszal megegyező az útvonala.
| Svábhegy felé |
| Gyöngyösi utca M vá. – Gyöngyösi utca – Násznagy utca – Fiastyúk utca – Béke utca – Béke tér – Lehel utca – Róbert Károly körút – Vágány utca – Dózsa György út – Hősök tere – Andrássy út – József Attila utca – Széchenyi István tér – Lánchíd – Clark Ádám tér – Alagút – Alagút utca – Mészáros utca – Győző utca – Márvány utca – Királyhágó utca – Királyhágó tér – Orbánhegyi út – Szent Orbán tér – Istenhegyi út – Költő utca – Diana utca – Svábhegy vá.                         |
| Gyöngyösi utca metróállomás felé |
| Svábhegy vá. – Hollós út – Mátyás király út – Költő utca – Istenhegyi út – Szent Orbán tér – Orbánhegyi út – Királyhágó tér – Ugocsa utca – Márvány utca – Győző utca – Mészáros utca – Alagút utca – Alagút – Clark Ádám tér – Lánchíd – Széchenyi István tér – József Attila utca – Andrássy út – Hősök tere – Dózsa György út – Lehel utca – Béke tér – Béke utca – Fiastyúk utca – Násznagy utca – Gyöngyösi utca – Madarász Viktor utca – Babér utca – Váci út – Gyöngyösi utca M vá. |

## Megállóhelyei
Az átszállási kapcsolatok között a Gyöngyösi utca metróállomás és a Királyhágó tér között azonos útvonalon közlekedő 105-ös busz, valamint a hétvégente Normafáig közlekedő 210B busz nincs feltüntetve.
| 0  | Gyöngyösi utca M végállomás       | 51 | 15                                      |
| 1  | Cziffra György park               | 49 | 120                                     |
| 2  | József Attila tér                 | 48 |                                         |
| 3  | Násznagy utca                     | 47 |                                         |
| 5  | Fiastyúk utca                     | 46 | 14                                      |
| 7  | Frangepán utca                    | 44 | 14                                      |
| 8  | Béke tér                          | 42 | 14 32                                   |
| 10 | Lehel utca / Róbert Károly körút  | 41 | 1, 1A, 14                               |
| ∫  | Hun utca                          | 39 | 14                                      |
| ∫  | Lehel utca / Dózsa György út      | 38 | 14 75, 79                               |
| 11 | Vágány utca / Róbert Károly körút | ∫  | 1, 1A 20E, 30, 30A, 32, 230             |
| 13 | Vágány utca / Dózsa György út     | 37 | 75, 79 30, 30A, 230                     |
| 15 | Hősök tere M                      | 35 | 72, 75, 79 20E, 30, 30A, 230            |
| 17 | Bajza utca M                      | 32 |                                         |
| 18 | Kodály körönd M                   | 31 |                                         |
| 19 | Vörösmarty utca M                 | 30 | 73, 76                                  |
| 21 | Oktogon M                         | 28 | 4, 6                                    |
| 22 | Opera M                           | 27 | 70, 78                                  |
| 23 | Bajcsy-Zsilinszky út M            | 25 | 72 9                                    |
| 24 | Deák Ferenc tér M                 | 24 | 47, 49 72 9, 16, 100E, 178, 216         |
| 25 | Hild tér (↓) József nádor tér (↑) | 22 | 15, 16, 178, 216                        |
| 26 | Széchenyi István tér              | 21 | 2, 2B, 23 16, 178, 216                  |
| 28 | Clark Ádám tér                    | 19 | Budavári sikló 19, 41 16, 178, 216      |
| 30 | Krisztina tér                     | 17 | 56, 56A 5, 16, 178, 216                 |
| 31 | Ág utca                           | 15 | 178                                     |
| 32 | Győri út                          | 13 |                                         |
| 33 | Királyhágó utca                   | 12 | 17, 61 139, 140, 140A                   |
| 35 | Királyhágó tér                    | 10 | 59, 59A, 59B 102, 212, 212A, 212B       |
| 36 | Galántai utca                     | 8  | 212, 212A, 212B                         |
| 37 | Szent Orbán tér                   | 7  | 21, 21A, 102, 112, 212, 212A, 212B, 221 |
| 38 | Pethényi út                       | 6  | 21, 21A, 212, 212A, 212B, 221           |
| 39 | Nógrádi utca                      | 5  | 21, 21A, 212, 212A, 212B, 221           |
| 40 | Óra út                            | 4  | 21, 21A, 212, 212A, 212B, 221           |
| 41 | Istenhegyi lejtő                  | 3  | 21, 21A, 212, 212A, 212B, 221           |
| 42 | Adonis utca                       | 2  | 60 21, 21A, 212, 212A, 212B, 221        |
| 43 | Városkút                          | 1  | 60 21, 21A, 212, 212A, 212B, 221        |
| 44 | Svábhegy végállomás               | 0  | 60 21, 21A, 21, 212, 212A, 212B, 221    |